# Biblioteca pública

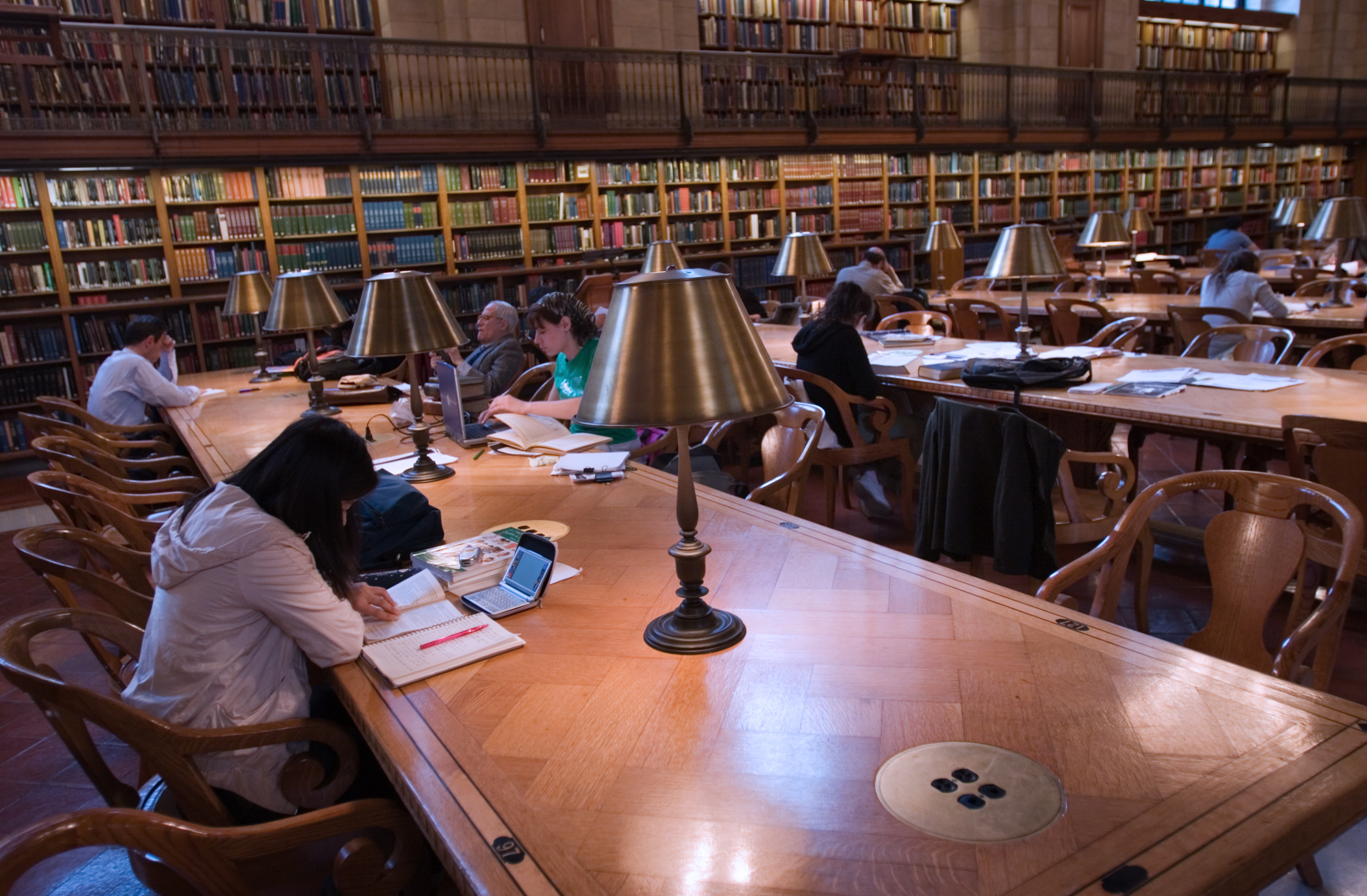
Usuarios de la Biblioteca Pública de Nueva York, 2005

Una biblioteca pública es un edificio, espacio o colección accesible a todo el público, sin distinción, y que puede estar administrada por entidades públicas o con fondos públicos o estatales. Los usuarios de una biblioteca pública tienen acceso libre a las colecciones e instalaciones de ella, siempre que su fondo bibliográfico sea de carácter abierto. Además de existir, previa inscripción, un servicio de préstamo de libros a domicilio, para lo cual cada biblioteca deberá implementar un sistema de seguridad para evitar pérdidas.
Hay cinco características fundamentales que comparten las bibliotecas públicas: generalmente se financian con impuestos (normalmente locales, aunque cualquier nivel de gobierno puede contribuir); están gobernadas por una junta para servir al interés público; están abiertas a todos, y todos los miembros de la comunidad pueden acceder a la colección; son totalmente voluntarias, nunca se obliga a nadie a utilizar los servicios prestados y proporcionan servicios bibliotecarios y de información sin cargo alguno.
Las bibliotecas públicas existen en muchos países de todo el mundo y a menudo se consideran una parte esencial de tener una población educada y alfabetizada. Las bibliotecas públicas son distintas de las bibliotecas de investigación, bibliotecas escolares,  bibliotecas académicas de otros estados y otras bibliotecas especializadas. Su mandato es servir a las necesidades de información del público en general más que a las necesidades de una escuela, institución o población de investigación en particular. Las bibliotecas públicas también ofrecen servicios gratuitos, como cuentacuentos preescolares para fomentar la alfabetización temprana de los niños. También ofrecen zonas tranquilas de estudio y aprendizaje para estudiantes y profesionales y fomentan la formación de clubes de lectura para estimular la apreciación de la literatura por parte de jóvenes y adultos. Las bibliotecas públicas suelen permitir a los usuarios tomar prestados libros y otros materiales fuera de las instalaciones de la biblioteca de forma temporal, normalmente durante un periodo de tiempo determinado. También disponen de colecciones de referencia no circulantes y ofrecen acceso a ordenadores e Internet a sus usuarios.

## Descripción general

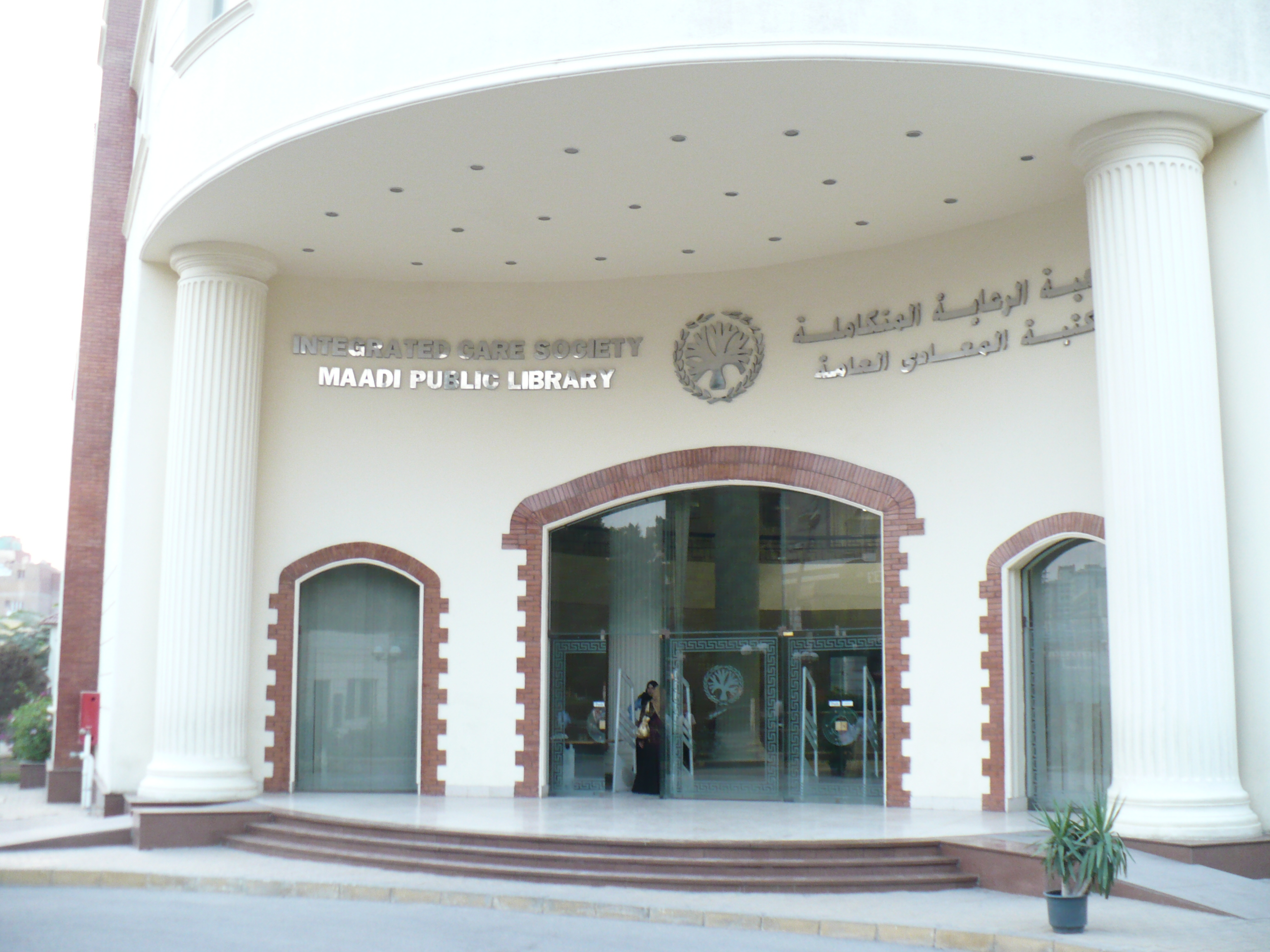
Una biblioteca pública en Maadi, Egipto

La culminación de siglos de avances en imprenta, tipos móviles, papel, tinta, edición y distribución, combinada con una clase media cada vez más orientada a la información, el aumento de la actividad comercial y el consumo, nuevas ideas radicales, el crecimiento masivo de la población y el aumento de las tasas de alfabetización forjaron la biblioteca pública en la forma que es hoy.
El acceso público a los libros no es nuevo. La Romana puso pergaminos en salas secas a disposición de los clientes de los baños, e intentó con cierto éxito establecer bibliotecas dentro del imperio.
A mediados del siglo XIX, cobró fuerza la reivindicación de bibliotecas verdaderamente públicas, pagadas con impuestos y gestionadas por el Estado. Matthew Battles afirma que:
Fue en estos años de conflicto de clases y terror económico cuando el movimiento de las bibliotecas públicas se extendió por Gran Bretaña, a medida que la élite progresista de la nación reconocía que faltaba la luz de la energía cultural e intelectual en la vida de los plebeyos.

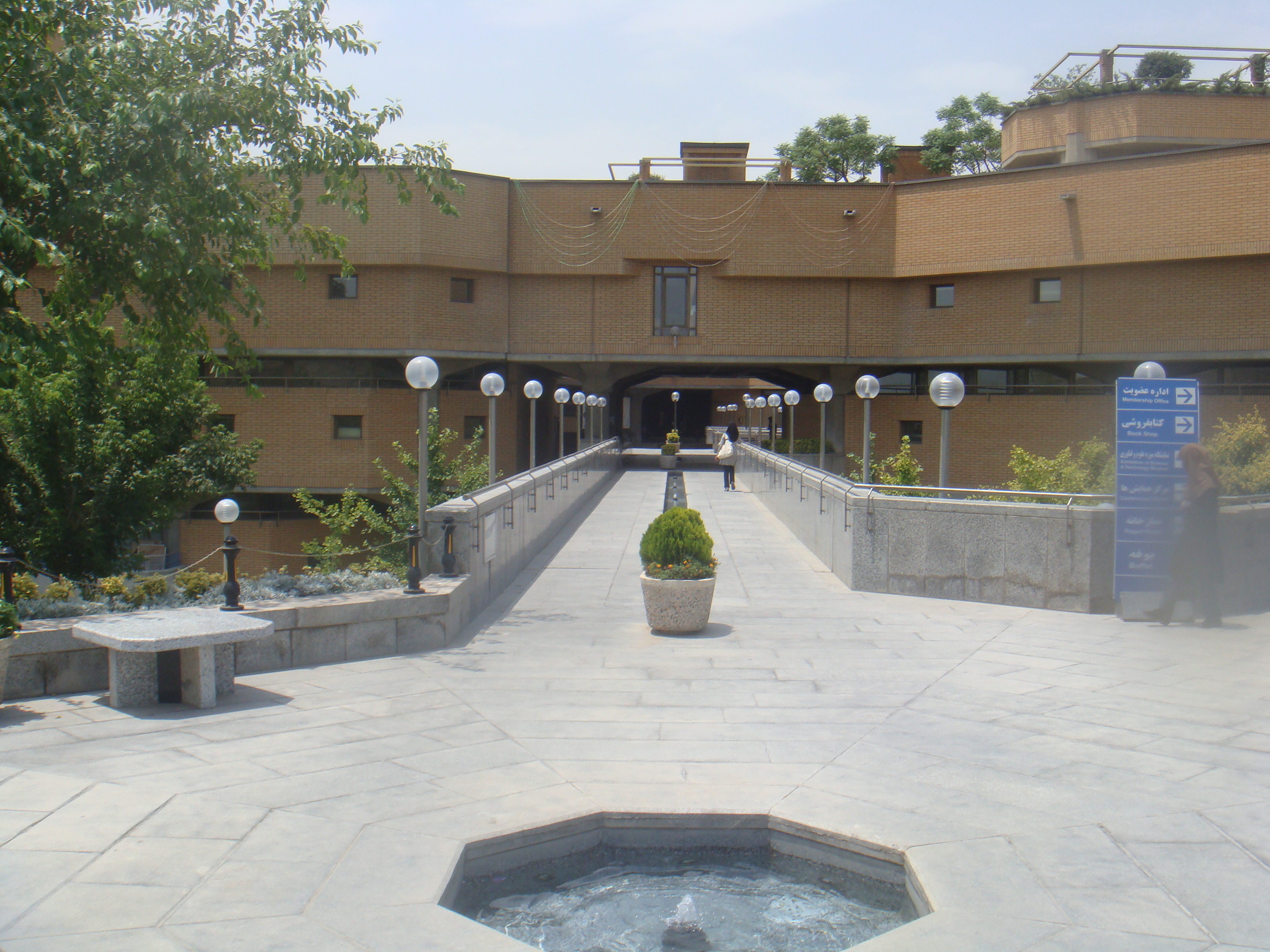
Entrada de la Biblioteca Nacional en Teherán, Irán

Las bibliotecas públicas solían iniciarse con una donación, o eran legadas a  parroquias, iglesias, escuelas o ciudades. Estas bibliotecas sociales e institucionales constituyeron la base de muchas colecciones de bibliotecas académicas y públicas actuales.

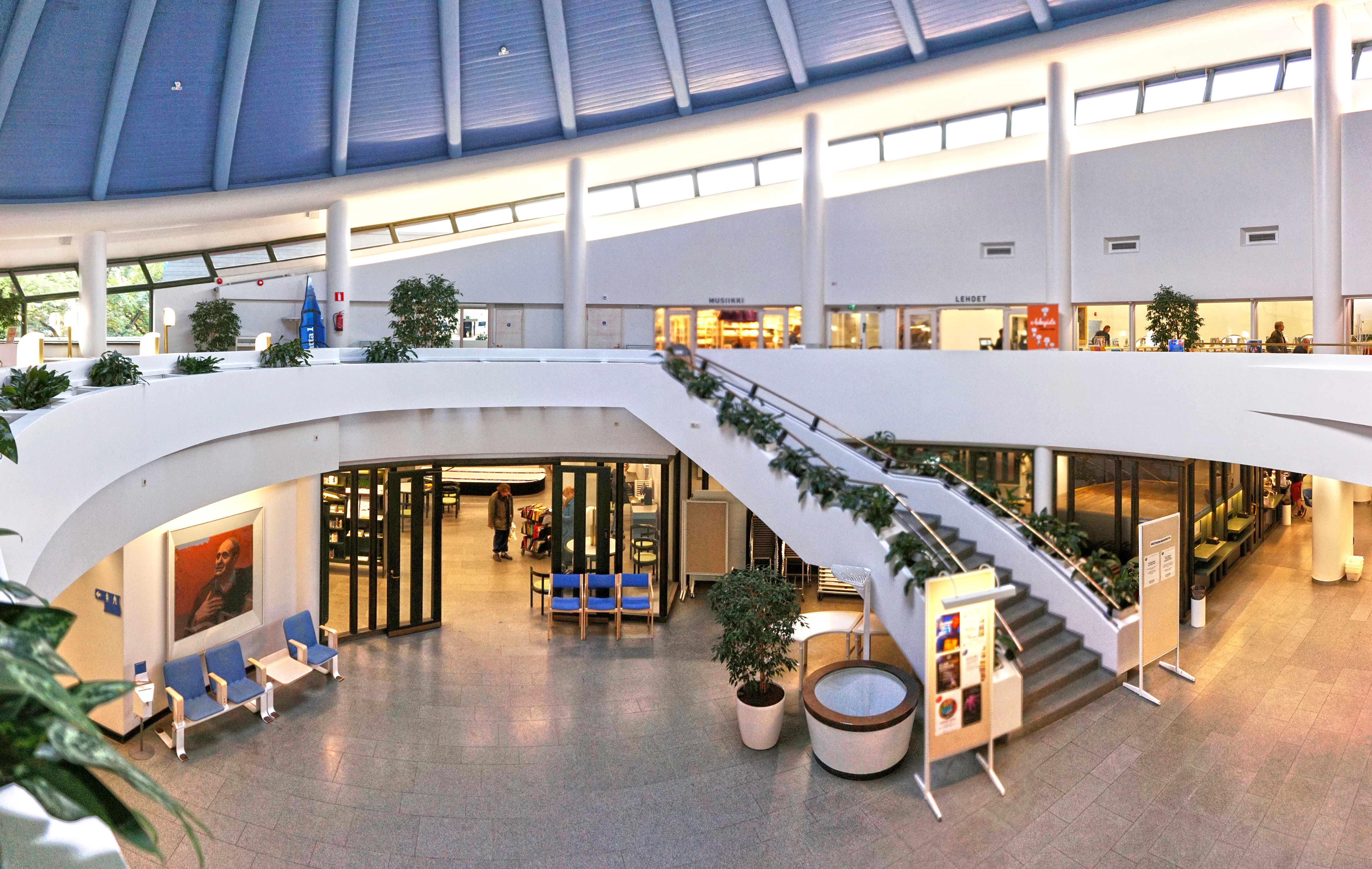
Interior de la Biblioteca Central en Tampere, Finlandia

El establecimiento de bibliotecas circulantes en el siglo XVIII, por parte de libreros y editores proporcionó un medio para obtener beneficios y crear centros sociales dentro de la comunidad. Las bibliotecas circulantes no sólo proporcionaban un lugar para vender libros, sino también un lugar para prestar libros por un precio. Estas bibliotecas circulantes ofrecían una gran variedad de materiales, incluidas las cada vez más populares novelas. Aunque las bibliotecas circulantes desempeñaban un papel importante en la sociedad, los miembros de las clases media y alta a menudo despreciaban estas bibliotecas que vendían regularmente material de sus colecciones y proporcionaban materiales que eran menos sofisticados.

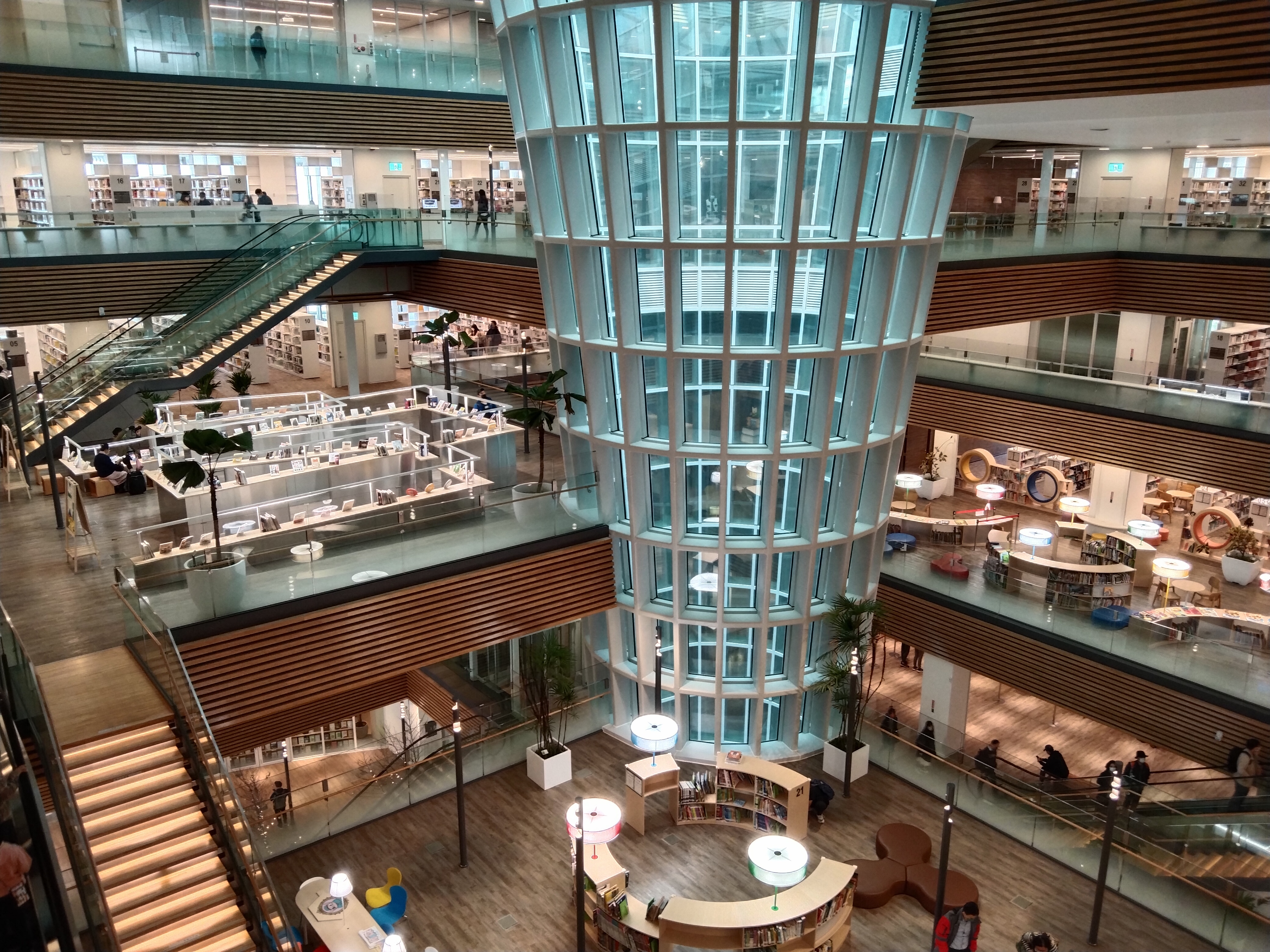
Interior de la Biblioteca Pública Principal de Taoyuan en Taoyuan, Taiwán

Las Bibliotecas circulantes también cobraban una cuota de suscripción. Sin embargo, estas tarifas se fijaban para atraer a sus usuarios, ofreciéndoles suscripciones anuales, trimestrales o mensuales, sin esperar que los suscriptores adquirieran una participación en la biblioteca circulante. Esto ayudaba a los usuarios que no podían permitirse comprar libros, a poder tomarlos prestados para leerlos y luego devolverlos. Esto también creó una demanda más popular, ya que las tarifas de los libros crecían y cada vez se copiaban más libros. Las bibliotecas circulantes fueron muy populares; la primera se instaló en 1725, en Edimburgo, Escocia por Allan Ramsay.
Las bibliotecas circulantes no eran exclusivamente instituciones de préstamo y a menudo ofrecían un lugar para otras formas de actividad comercial, que podían o no estar relacionadas con la imprenta. Esto era necesario porque las bibliotecas circulantes no generaban suficientes fondos a través de las cuotas de suscripción que cobraban a sus prestatarios. Como empresa comercial, era importante tener en cuenta los factores que contribuían a ello, como otros bienes o servicios disponibles para los suscriptores.
La Biblioteca Malatestiana también conocida como Biblioteca Malatesta Novello, es una biblioteca pública que data de 1452 en Cesena, Emilia-Romaña (Italia). Fue la primera biblioteca cívica de Europa, es decir, perteneciente a la Commune y abierta a todo el mundo. Fue un encargo del señor de Cesena, Malatesta Novello. Las obras fueron dirigidas por Matteo Nuti de Fano (un estudioso de Leon Battista Alberti) y duraron desde 1447 hasta 1452.

## Historia

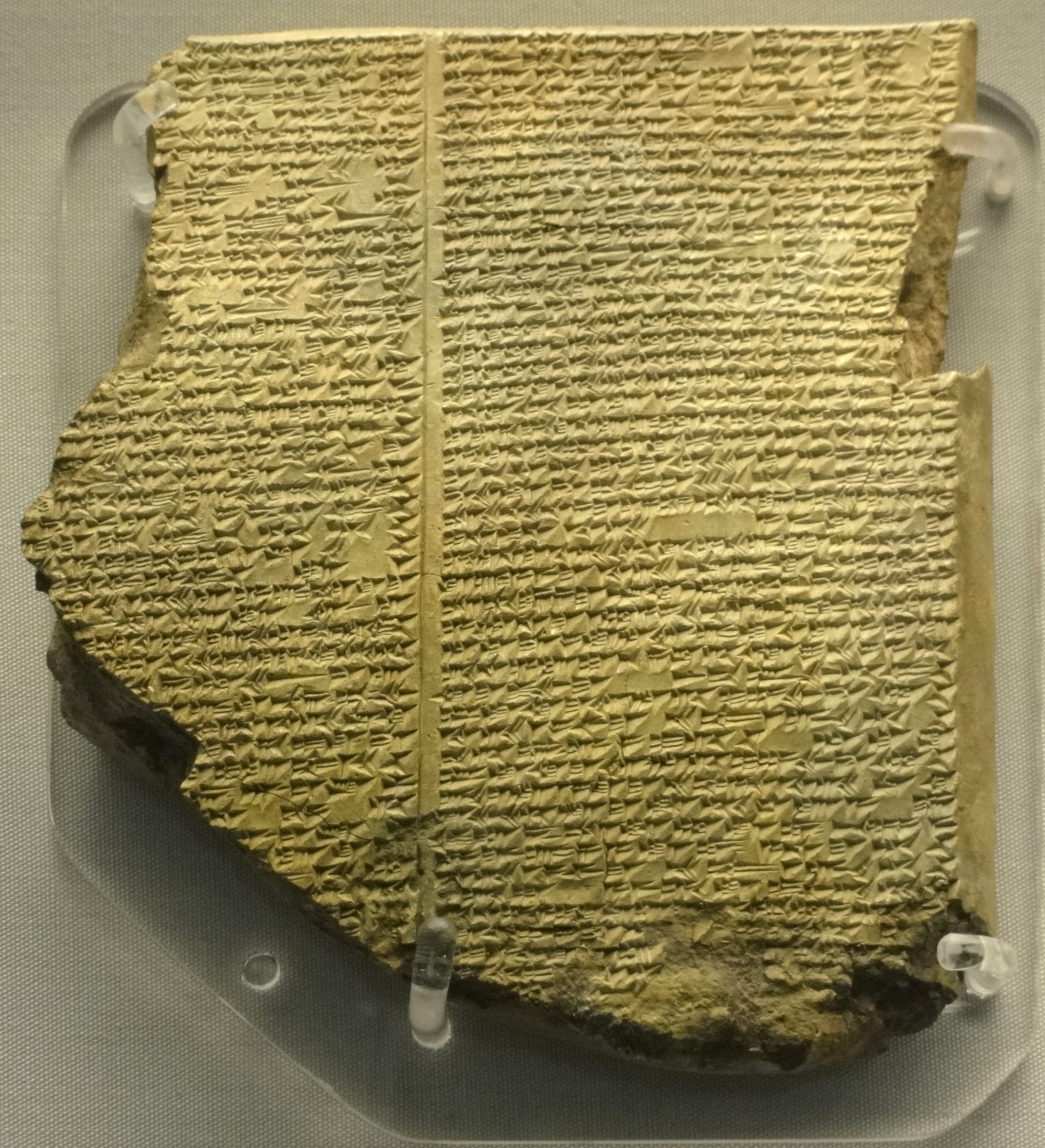
Tableta de la Biblioteca de Asurbanipal conteniendo parte del Poema de Gilgamesh

Las primeras bibliotecas consistían de archivos de las primeras formas de escritura las tablilla de barro en escritura cuneiforme discubierta en cuartos de templos en Sumeria algunas datan del siglo XXVI a. C. Estos archivos, que principalmente consisten en registros de transacciones comerciales o inventarios marcan el fin de la prehistoria y el inicio de la historia.
Dentro de las primeras bibliotecas públicas se encuentran las del siglo X durante la Edad de Oro del islam siendo una de las primeras la Casa de la Sabiduría, desde este tiempo se prestaban libros en ellas a quienes los ocuparan para sus estudios.
Persia en la época del Imperio aqueménida (550-330 a. C.) albergaba algunas bibliotecas excepcionales que cumplían dos funciones principales: mantener los registros de documentos administrativos (por ejemplo, transacciones, órdenes gubernamentales y asignación de presupuestos dentro y entre las Satrapías y el Estado gobernante central) y recopilación de recursos sobre diferentes conjuntos de principios, por ejemplo, ciencia médica, astronomía, historia, geometría y filosofía.
El historiador Yahya de Antioquía (m. 1066) relató que el califa fatimí Al-Hakim bi-Amr Allah financió y estableció bibliotecas abiertas al público, donde cualquiera, incluso los simples no especialistas, podían elegir los libros que quisieran y hacerlos copiar por escribas públicos, de forma gratuita.  Sin embargo, como con muchas de sus otras decisiones, Al-Hakim ordenó más tarde que se revirtiera esta política. 
En Cesena, Italia, la primera biblioteca pública gestionada por una comunidad, la Biblioteca Malatestiana, se estableció en 1447, proporcionaba textos tanto seculares como religiosos en latín, griego y hebreo, y estaba totalmente abierta a todos los miembros del público.
Otra de las primeras bibliotecas que permitían el acceso al público era la de Kalendars o Kalendaries, una hermandad de clérigos y laicos adscrita a la iglesia de All-Halloween o All Saints en Bristol, Inglaterra. Los registros muestran que en 1464 se dispuso la construcción de una biblioteca en la casa de los Kalendars. Se hace referencia a una escritura de esa fecha por la que se "establecía que todos los que desearan entrar para instruirse tendrían 'libre acceso y recreo' a determinadas horas."
En 1598, Francis Trigge estableció una biblioteca en una habitación sobre la iglesia de San Wulfram en Grantham (Lincolnshire) y decretó que debía estar abierta al clero y a los residentes del vecindario circundante. Algunos estudiosos consideran esta biblioteca un "antepasado" de las bibliotecas públicas, ya que sus usuarios no necesitaban pertenecer a una organización existente, como una iglesia o un colegio, para utilizarla. Sin embargo, todos los libros de la biblioteca estaban encadenados a los puestos y no podían prestarse, de ahí su nombre: la Biblioteca Encadenada Francis Trigge.

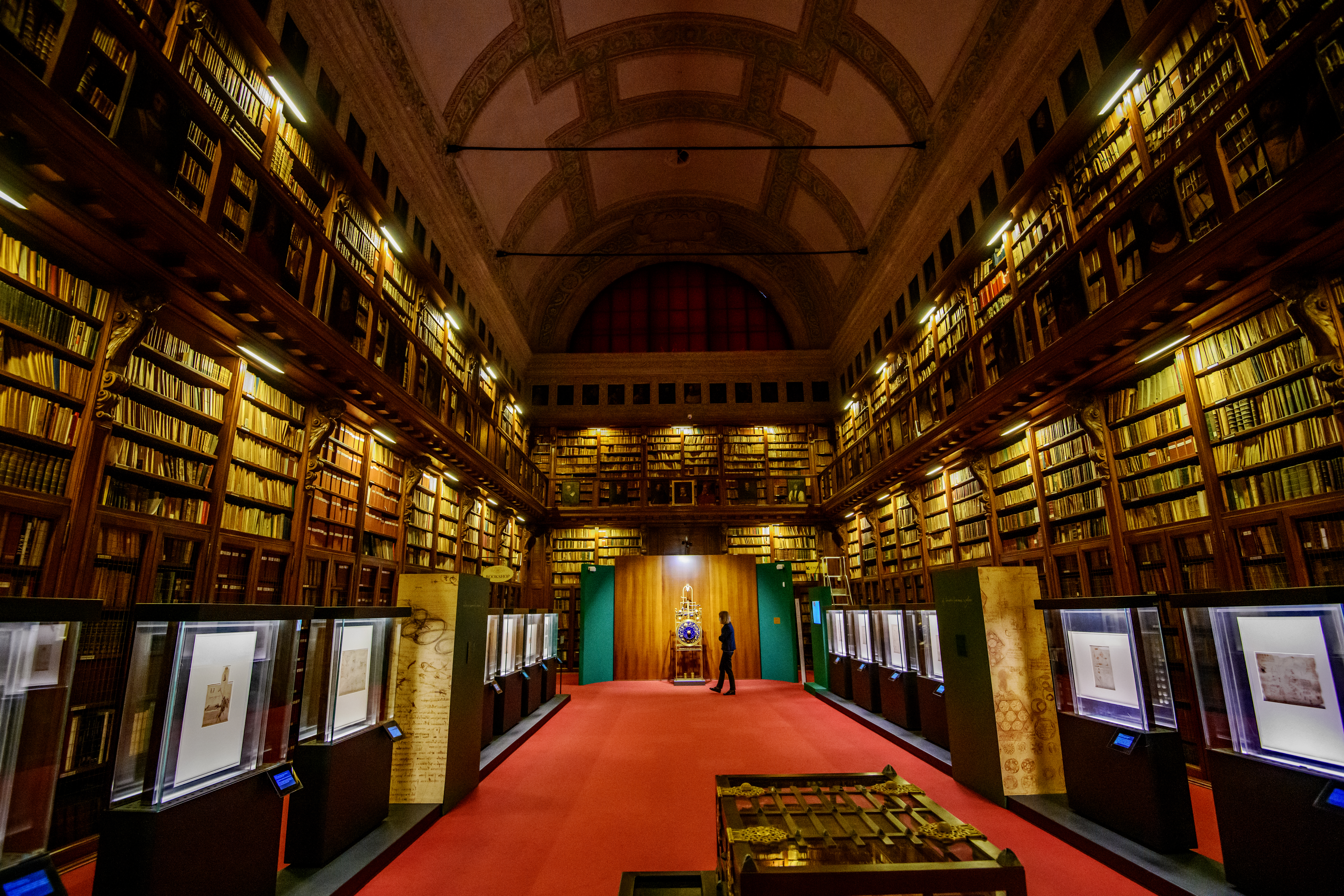
La Biblioteca Ambrosiana de Milán, fundada en 1609 por el cardenal Federico Borromeo

En los primeros años del siglo XVII se fundaron en Inglaterra muchas bibliotecas colegiatas y municipales famosas. Norwich La biblioteca de la ciudad se fundó en 1608 (seis años después de que Thomas Bodley fundara la Bodleian Library, abierta a "toda la república de los eruditos") y Chetham's Library en Manchester, que afirma ser la biblioteca pública más antigua del mundo angloparlante, inaugurada en 1653. 

Biblioteca Palafoxiana en Ciudad de Puebla, México (fundada en 1646)

La Biblioteca Palafoxiana en Ciudad de Puebla, México, es reconocida por la UNESCO por ser la primera biblioteca pública de América. Fue fundada en 1646 por Juan de Palafox y Mendoza.
En su obra fundamental Advis pour dresser une bibliothèque (1644) el erudito y bibliotecario francés Gabriel Naudé afirmaba que sólo tres bibliotecas en toda Europa concedían en su época acceso regular a todo erudito, a saber, la Biblioteca Ambrosiana de Milán, la Biblioteca Angelica de Roma y la Bodleian Library de Oxford. 
Las modernas bibliotecas públicas pueden considerarse herencia de las nacidas en la segunda mitad del siglo XIX como bibliotecas populares, para atender a las clases sociales más desfavorecidas. A partir de la segunda mitad del siglo XX, instituciones internacionales como la UNESCO han tenido un papel importante en su desarrollo, en especial en países subdesarrollados, así su Manifiesto de 1994 establece que los servicios de la biblioteca pública se prestan sobre la base de la igualdad de acceso para todas las personas, sin tener en cuenta su edad, raza, sexo, religión, nacionalidad, idioma o condición social. La biblioteca pública se plantea como una parte básica y esencial para mantener a una población letrada y culta, además de un espacio democrático de información y comunicación para las comunidades en que se inserta.
Además de libros, periódicos y revistas, la mayoría de las bibliotecas públicas actuales tienen una amplia muestra de otros soportes de comunicación (CD, software, cintas de vídeo, DVD) e instalaciones de Internet.

## Organización
El establecimiento o desarrollo de una biblioteca pública implica la creación de una autorización legal y una estructura de gobierno, la creación de una colección de libros y medios de comunicación, así como la obtención de fuentes de financiación fiables, especialmente gubernamentales La mayoría de las bibliotecas públicas son pequeñas, sirven a una población de menos de 25.000 habitantes, y se establecen (o se establecieron) en respuesta a necesidades locales específicas. En A Library Primer, la obra de John Cotton Dana de 1899 sobre el establecimiento y la gestión de las bibliotecas en los Estados Unidos, Dana escribió
Cada comunidad tiene diferentes necesidades, y comienza su biblioteca bajo diferentes condiciones. Considere entonces si necesita una biblioteca dedicada principalmente a la labor de ayudar a las escuelas, o una que se utilice principalmente para referencia, o una que se dedique en gran medida a las publicaciones periódicas y no sea mucho más que una sala de lectura, o una particularmente atractiva para las niñas y las mujeres, o una que no sea mucho más que un lugar de descanso alegre, lo suficientemente atractivo para atraer a hombres y niños de la esquina de la calle y el salón. Decidid esta cuestión pronto, para que todos los esfuerzos se concentren en un solo fin, y para que vuestra joven institución se adapte a la comunidad en la que ha de crecer y de la que ha de obtener su fuerza.
Una vez establecida y financiada mediante una resolución, un referéndum público o un proceso legal similar, la biblioteca suele ser gestionada por una junta directiva, un consejo bibliotecario u otra autoridad local. Se designa a un bibliotecario como director o gestor de la biblioteca. En los municipios pequeños, el gobierno de la ciudad o del condado puede actuar como consejo de la biblioteca y puede haber un solo bibliotecario involucrado en la gestión y dirección de la biblioteca. El personal bibliotecario que no participa en la gestión se conoce en Estados Unidos y en algunos otros países de habla inglesa como "library paraprofessionals" o "library support staff". y puede tener o no educación formal en biblioteconomía y ciencias de la información. El personal de apoyo desempeña importantes funciones en el desarrollo de la colección de la biblioteca, la catalogación, el apoyo técnico y el proceso de preparación de los libros para su préstamo. Todas estas tareas pueden denominarse servicios técnicos, estén o no relacionados con la tecnología de la información. Aunque el consejo de administración de la biblioteca tiene la autoridad final para establecer la política, muchas otras organizaciones pueden participar en la gestión de la biblioteca o en la recaudación de fondos, como las asociaciones cívicas y de voluntarios, los clubes de mujeres, los grupos de Amigos de la Biblioteca y los grupos creados para asesorar a la biblioteca sobre la compra y retención de libros.
Los gobiernos regionales  y nacionales también pueden desempeñar un papel en la creación y organización de bibliotecas públicas. Muchos gobiernos gestionan sus propias grandes bibliotecas para uso público y legislativo (por ejemplo, las bibliotecas estatales, la Biblioteca del Congreso de Estados Unidos, la Biblioteca Nacional de Francia o la Biblioteca Nacional de España). Estos gobiernos también pueden influir en las bibliotecas locales reservando el reconocimiento formal o la financiación a las bibliotecas que cumplan requisitos específicos. Por último, las asociaciones de profesionales de las bibliotecas y de la información, como la American Library Association (ALA) y el Chartered Institute of Library and Information Professionals (CILIP), ayudan a establecer normas y procedimientos estándar, a garantizar la financiación, a abogar a nivel estatal o nacional y a certificar las escuelas de biblioteconomía o de información.